# Tarab Tulku Rinpoché
Tarab Tulku Rinpoché, né le 22 décembre 1934 à Gangkyi Shar au sud de Lhassa (Tibet) et décédé le 23 septembre 2004 au Danemark, fut reconnu comme étant la 11e incarnation de la lignée des Tarab Tulku.

## Biographie

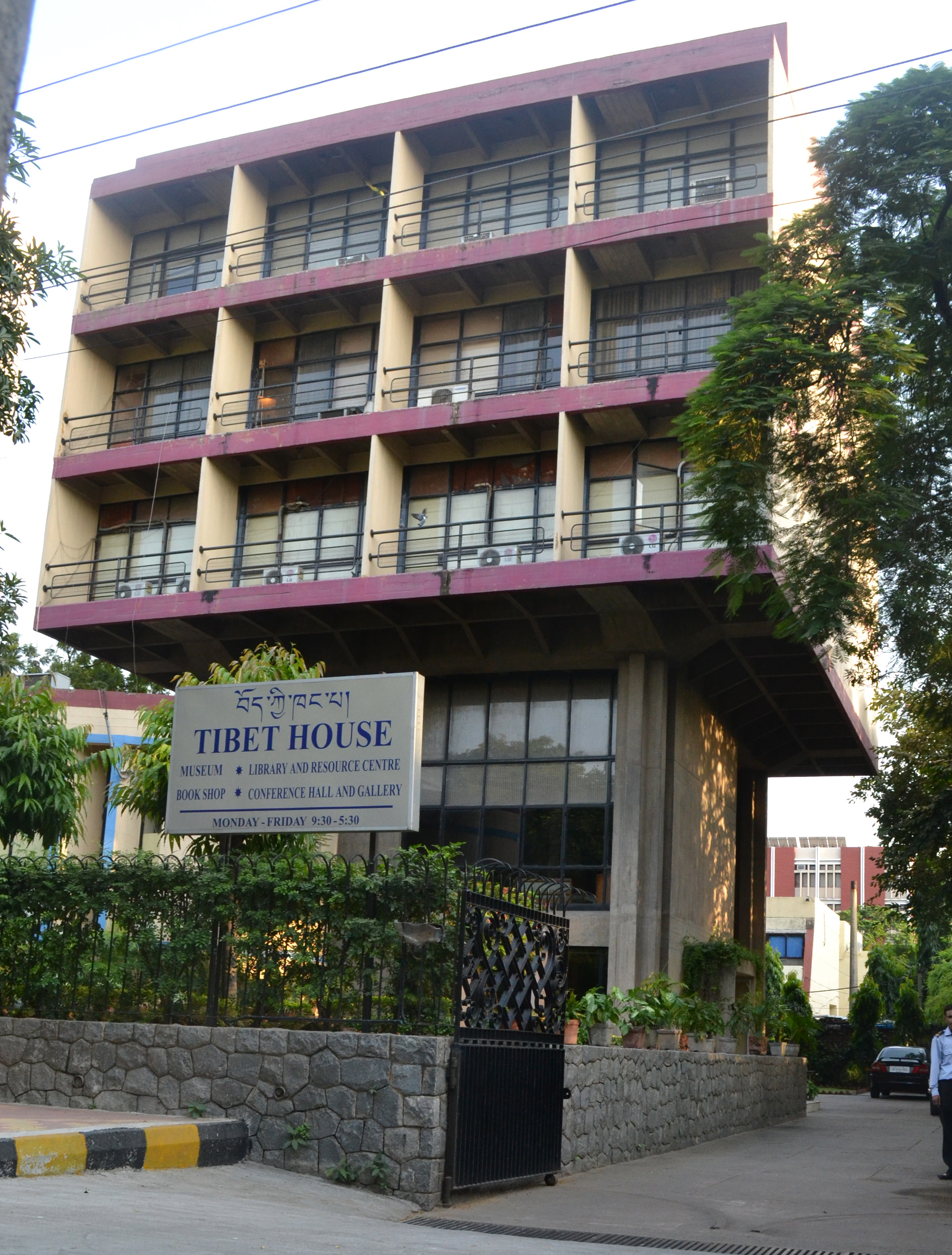
Maison du Tibet de New Delhi.

Tarab Tulku Rinpoché a rejoint le monastère de Drépung au Tibet où il a obtenu le diplôme de Géshé Lharampa (docteur en philosophie et psychologie bouddhiste). Un des étudiants qu’il y rencontre à Drépung est Dagpo Rinpoché. Il est célèbre pour avoir appris le yoga du rêve avec Khensur Rinpoché, l’abbé de Drépung.
Après le soulèvement tibétain de 1959, accompagné de Kalsang Yeshi, il devra s’enfuir du Tibet. Il échappera à l’armée chinoise en suivant des chemins escarpés dans l’Himalaya, alors que les groupes de Tibétains qui le suivaient et le précédaient furent arrêtés.
Il est directeur de la Maison du Tibet de New Delhi, en Inde, puis est invité dans les années 1960 par le prince de Grèce et de Danemark Pierre de Grèce à visiter le Danemark dont il acquiert la nationalité. Il a été chercheur et professeur à l’université de Copenhague où il dirigea la section des études tibétaines, et à la Bibliothèque royale pendant plus de 30 ans. Le fait qu'il ait mené une vie laïque durant son séjour au Danemark peut l'avoir incité à mettre en pratique l'application de la philosophie bouddhique, notamment dans la psychothérapie.
Tarab Tulku Rinpoché a établi des centres bouddhistes qui portent son nom (instituts Tarab) à Paris, Munich, Bruxelles, Helsinki, Stockholm, Copenhague, Amsterdam, Budapest et Vienne. Ces centres mettent l’accent sur l’Unité dans la Dualité, un concept que Tarab Tulku Rinpoché a élaboré et développé sur la base de sa connaissance du bouddhisme tibétain. Le dalaï-lama a tellement aimé les enseignements de Tarab Trulku Rinpoché qu'il lui a demandé s'il pouvait les transmettre aux jeunes Tibétains.
Tarab Tulku est mort au Danemark des suites d'un cancer.
La psychothérapeute Lene Handberg qui fut sa collaboratrice pendant 25 ans lui a succédé en 2004 à sa demande.

## Œuvres
- (en) avec Hartmut Buescher, Catalogue of Tibetan Manuscripts and Xylographs, Vol. 6.1-2. Curzon, Richmond, Surrey Press / Royal Library, Copenhagen 2000;
- (en) A Brief History of Tibetan Academic Degrees in Buddhist Philosophy', 'Nordic Institute of Asian Studies (NIAS) Press, 2000,  (ISBN 8787062852 et 9788787062855)
- (de) avec le dalaï-lama, Einheit in der Vielfald : moderne Wissenschaft und östliche Weisheit im Dialog, 2005, Berlin : Theseus-Verl.,  (ISBN 3896202502 et 9783896202505), (conférence sur le Tendrel / Unité dans la Dualité (2002))